# Hårfärg

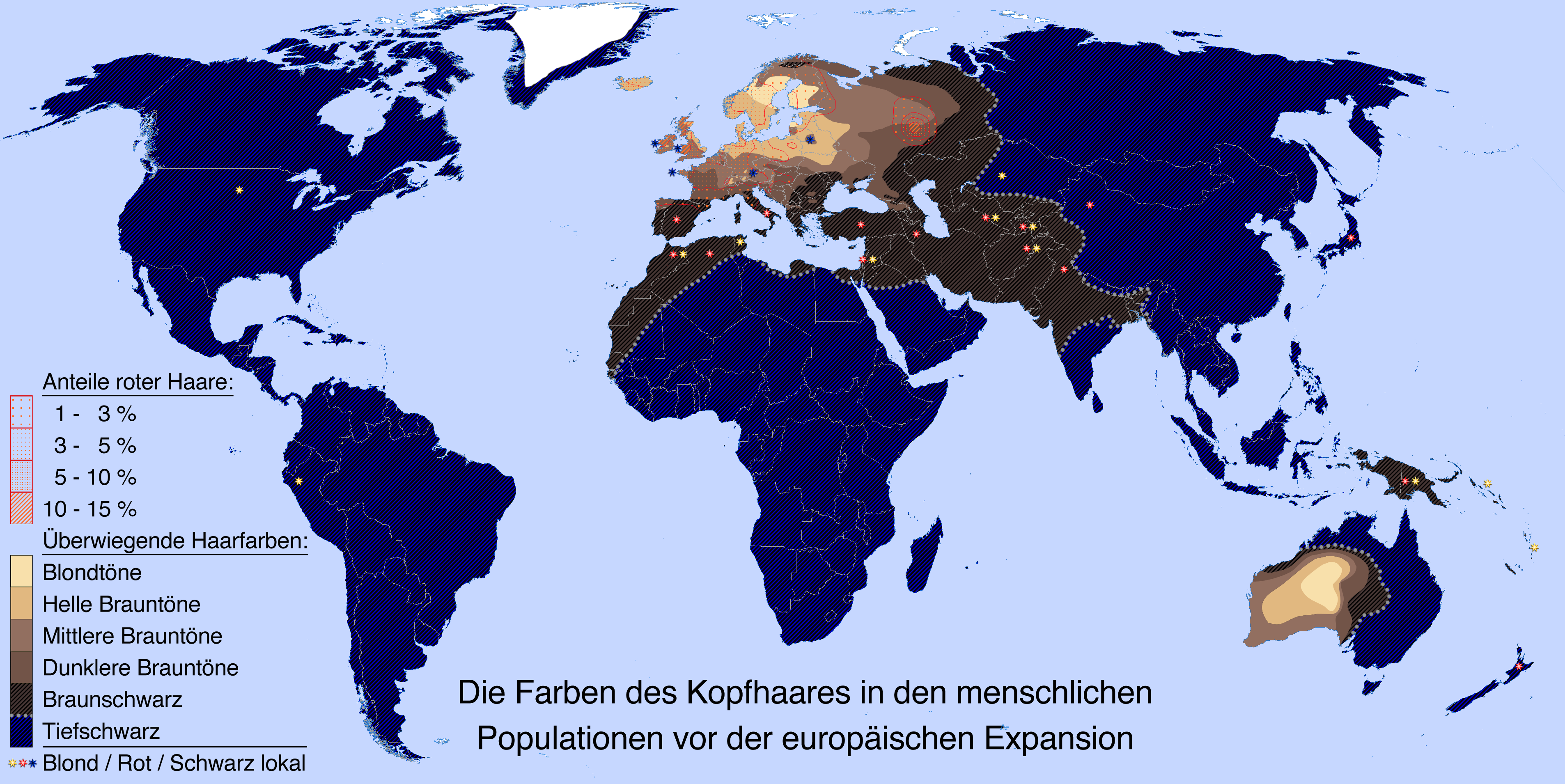
Fördelning av hårfärger över världen.

Med hårfärg avses vanligen färgen på människans huvudhår.
De naturliga hårfärgerna är svart, brun (många nyanser), cendré (askblond), blond och rödblond. När människan åldras blir håret grått. Vissa personer kan med tiden få mycket ljust, nästan vitt hår. Hårfärgen är en viktig faktor för att identifiera en person och brukar därför anges i pass och signalement.
En person med blont hår kan kallas blondin och en brunhårig kan kallas brunett. Ginger är ett mer slangbetonat uttryck för en rödhårig person. Dessa benämningar syftar vanligen på kvinnor med hårfärgen i fråga, men används i mindre utsträckning numera även om män.
Människans naturliga hårfärg är ärftlig. De dominerande hårfärgerna är därför olika i olika regioner och etniska grupper, men eftersom människor i alla tider rest och bildat familj i nya omgivningar kan man inte dra säkra slutsatser om en persons ursprung på basen av utseendet.
Med hjälp av kemiska hårfärgningsmedel kan hår numera färgas i många olika nyanser. Med hjälp av exempelvis väteperoxid kan hår även blekas. Växten henna har under lång tid använts för att åstadkomma röda nyanser, och extrakt från växten Kamomill används för att framhäva blond hårfärg.

## Galleri

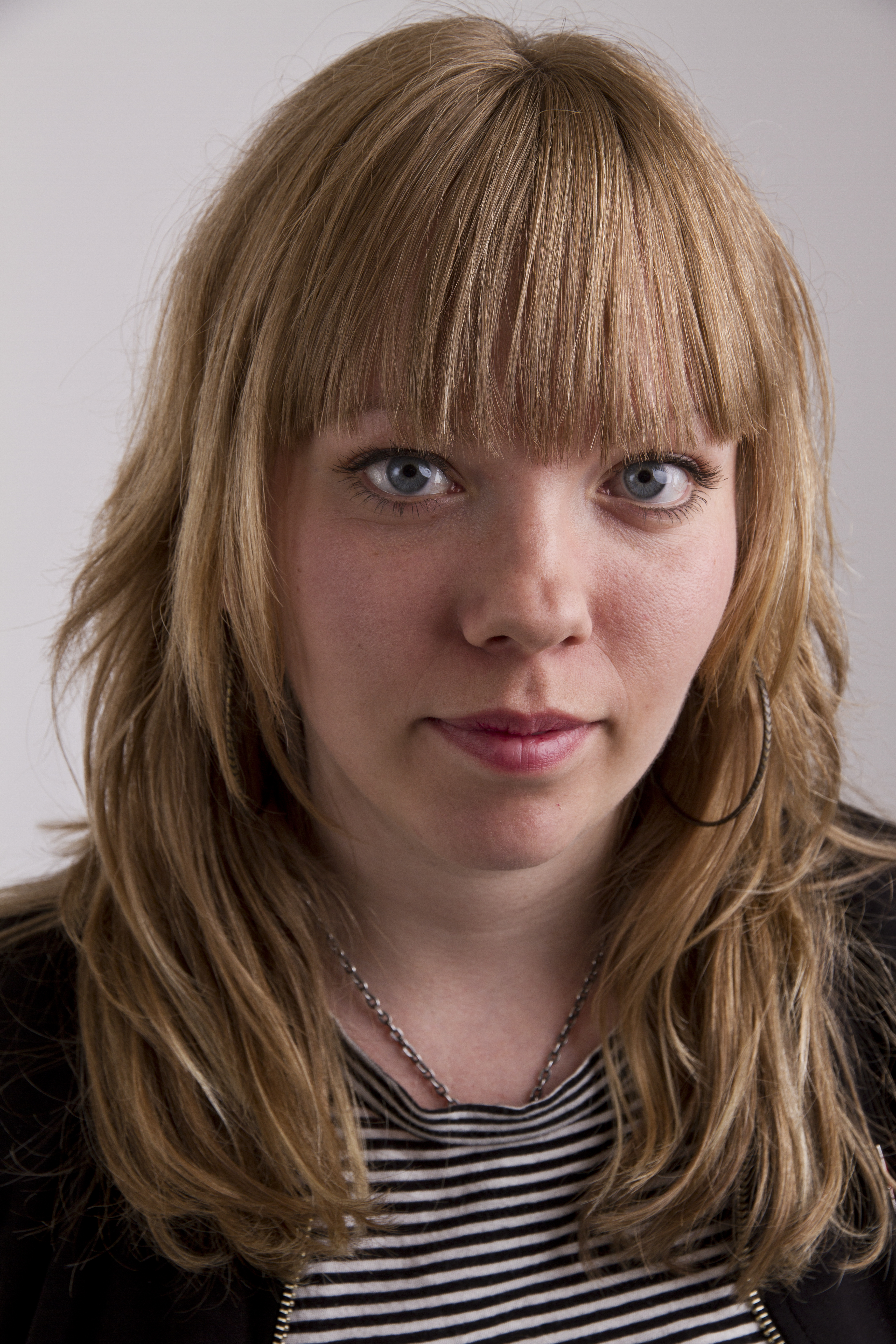
Blond kvinna.
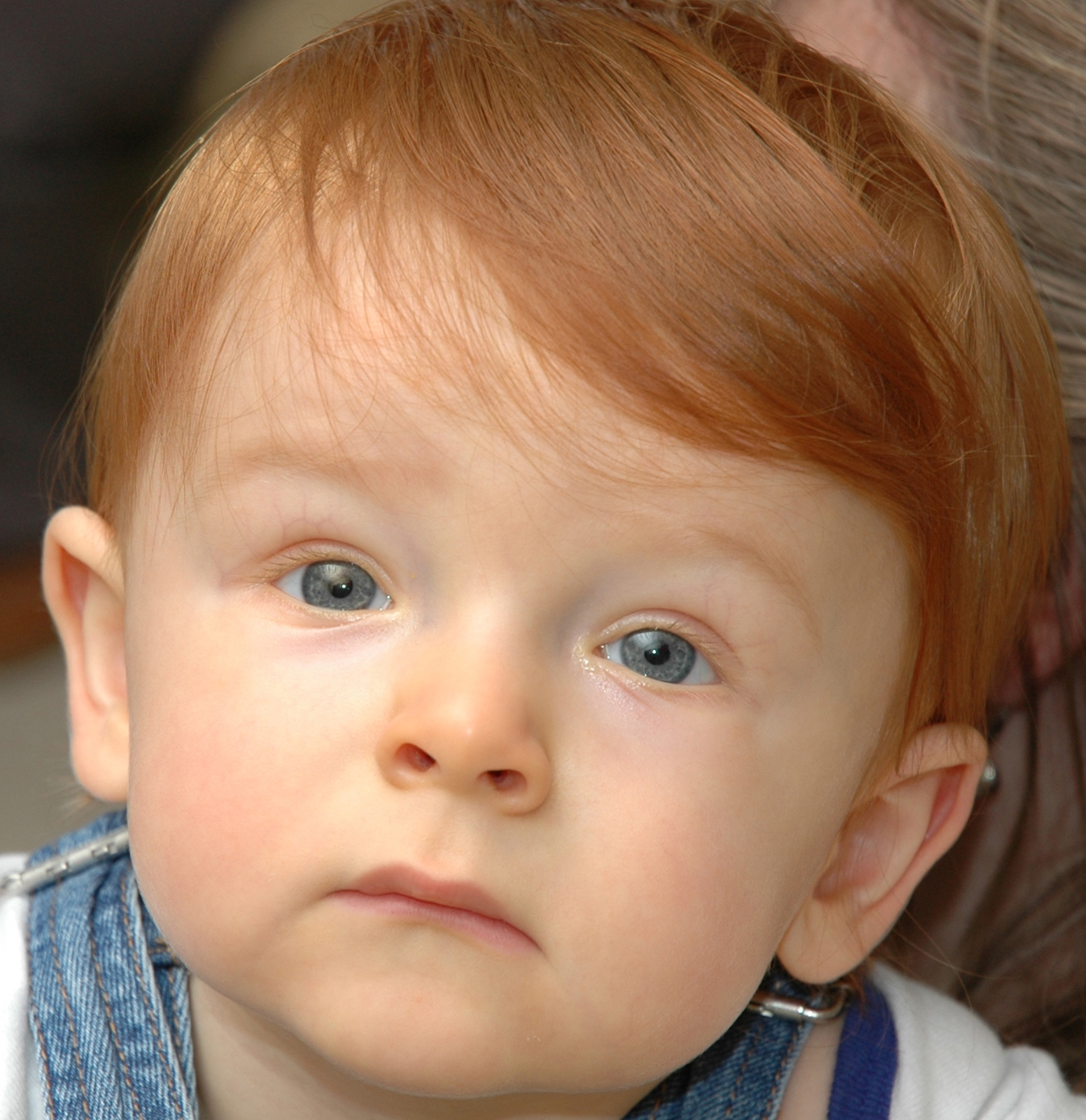
Rödhårigt barn.
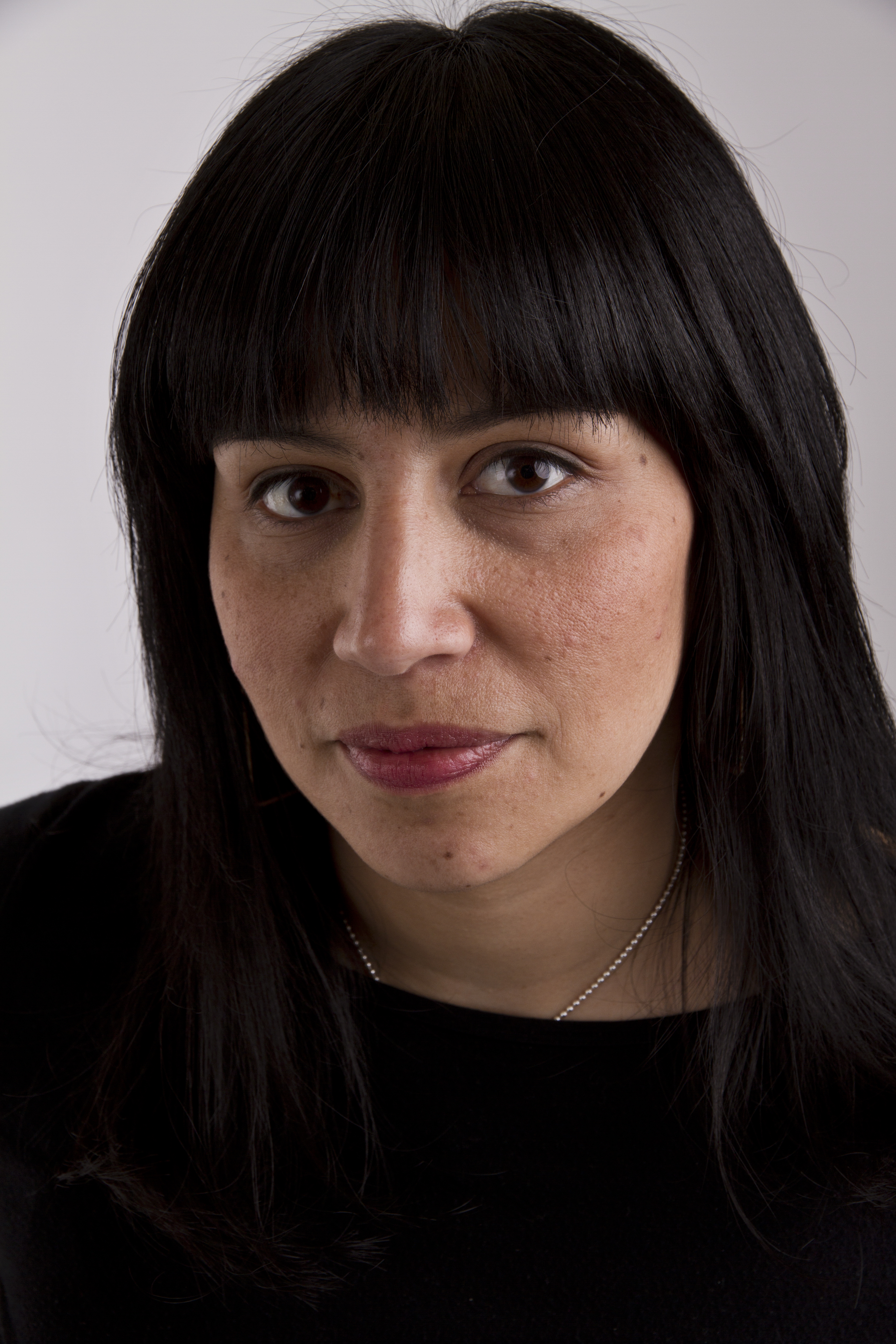
Svarthårig kvinna.
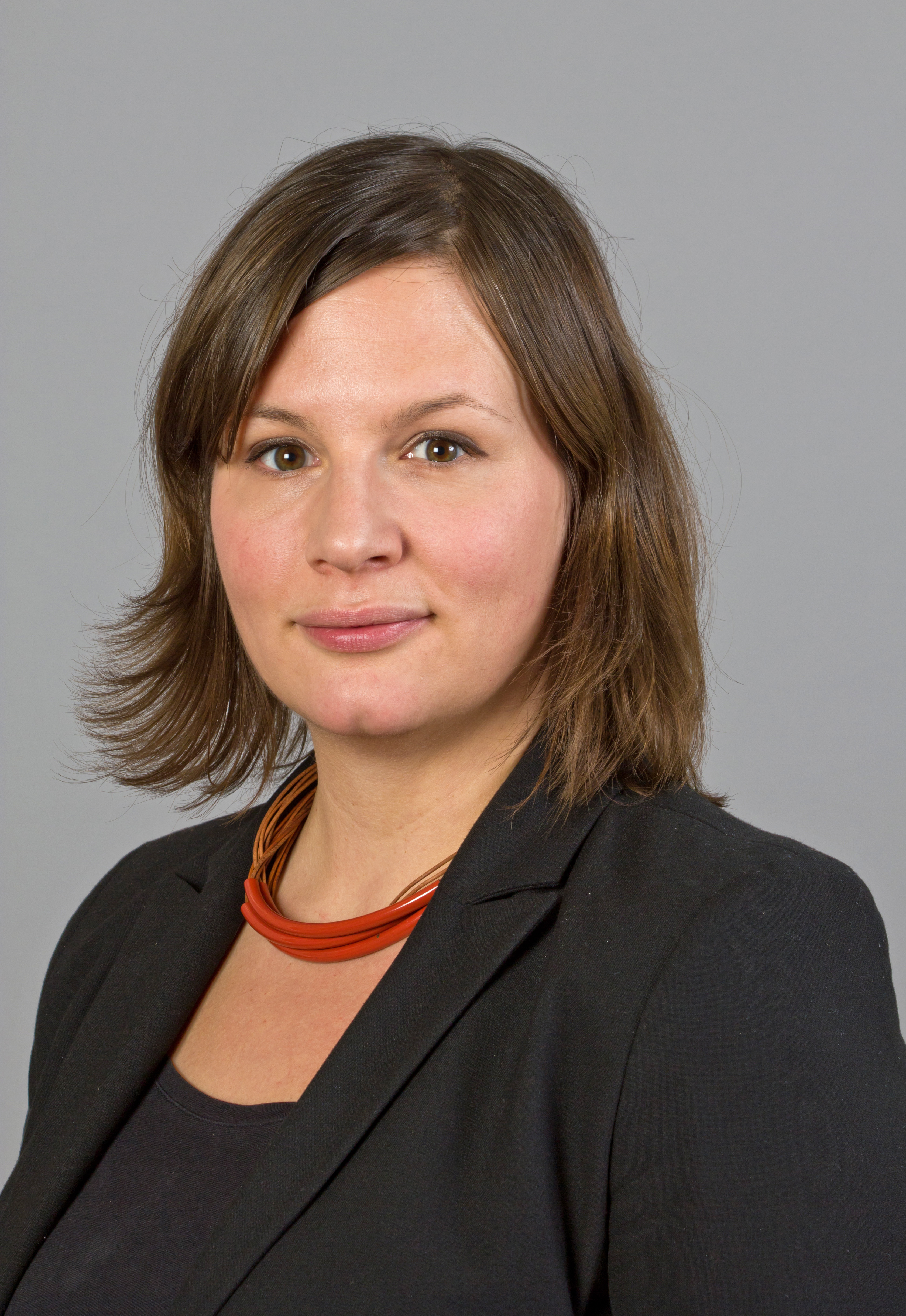
Brunhårig kvinna.
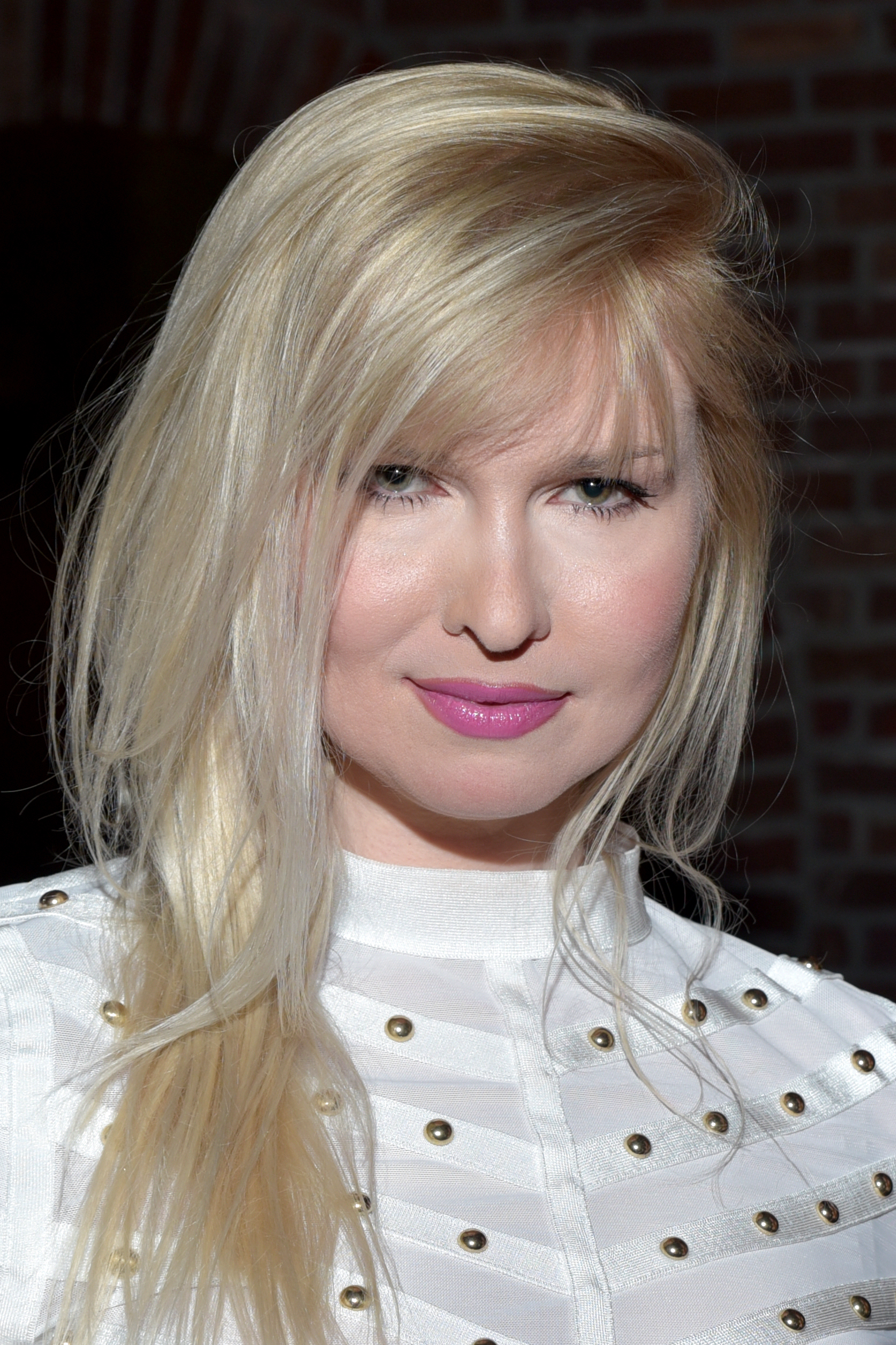
Ljusblond kvinna
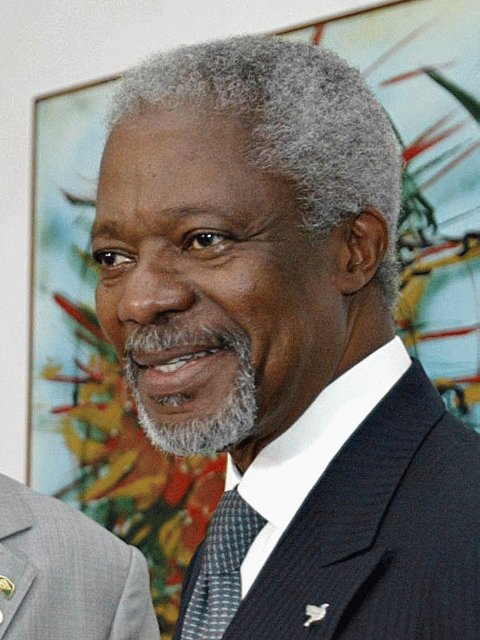
Gråhårig man.
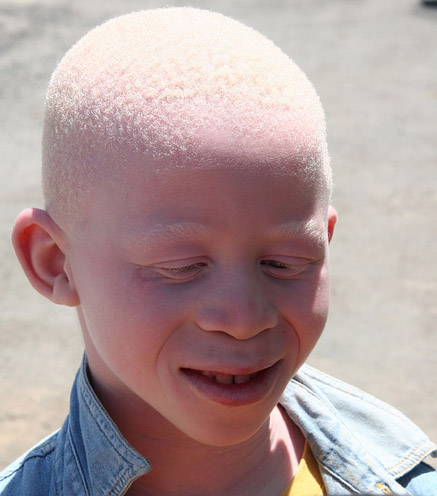
Vithårigt barn.